# Sender Hochrhein
Der Sender Hochrhein (Interne Bezeichnung bei der Deutschen Telekom Funkübertragungsstelle Rickenbach 1) ist ein Grundnetzsender zur terrestrischen Verbreitung von digitalem Hörfunk. Er befindet sich auf dem Gebiet der Gemeinde Rickenbach im Landkreis Waldshut zwischen den Ortsteilen Bergalingen und Jungholz in einer Höhenlage von 804 m ü. NHN. Als Antennenträger dient ein 184 Meter hoher, abgespannter Sendemast, welcher von Media Broadcast betrieben wird und im Eigentum der Deutschen Funkturm ist. Der Sendemast ist an mehreren Punkten, unter anderem auf seiner Antennenspitze, an der er einen Blitzfangkorb besitzt, mit Flughindernisbefeuerung ausgestattet.
Der Hochrheinsender wurde 1966 errichtet und strahlte bis 2007 analog die Programme ZDF (Kanal 39; 230 kW) und SWR-Fernsehen (Kanal 52; 235 kW) aus. Von 2007 bis 2017 wurde digitales Fernsehen in DVB-T ausgestrahlt und die Region des südlichen Schwarzwaldes versorgt. Bei der Umschaltung auf DVB-T2 HD wurde der Sendestandort für TV ersatzlos abgeschaltet; seither ist zwischen Basel und weiten Teilen der Bodenseeregion der Empfang terrestrisch ausgestrahlten deutscher Programme nicht mehr möglich, sondern nur noch über Satellit, Kabelnetz oder Telephonie/Glasfaserleitung.

## Digitales Radio (DAB/DAB+)
Seit dem 1. Dezember 2015 wird DAB ausgestrahlt.
| Block                       | Programme (Datendienste) | ERP (kW) | Antennen- diagramm rund (ND), gerichtet (D) | Polarisation horizontal (H)/ vertikal (V) | Gleichwellennetz (SFN) |
| --------------------------- | --- | -------- | ------------------------------------------- | ----------------------------------------- | --- |
| 5C DRDeutschland (D__00188) | DAB+ Block der Media Broadcast: - Absolut relax (72 kbps) - Dlf (104 kbps) - Dlf Kultur (112 kbps) - Dlf Nova (104 kbps) - DRadio DokDeb (48 kbps) - Energy Digital (72 kbps) - ERF Plus (64 kbps) - Klassik Radio (72 kbps) - Radio Bob (72 kbps) - Radio Horeb (48 kbps) - Radio Schlagerparadies (64 kbps) - Schwarzwaldradio (64 kbps) - sunshine live (72 kbps) - DRadio Daten (32 kbps Daten) - EPG Deutschland (16 kbps Daten) - TPEG (16 kbps Daten) - TPEG_MM (16 kbps Daten) | 5        | ND                                          | H/V                                       | - Baden-Württemberg: Aalen, Baden-Baden (Fremersberg), Bad Mergentheim, Blauen, Brandenkopf, Donaueschingen, Feldberg im Schwarzwald, Freiburg (Vogtsburg-Totenkopf), Geislingen (Oberböhringen), Großerlach (Hohe Brach), Heidelberg (Königstuhl), Heilbronn (Schweinsberg), Hochrhein (Rickenbach), Hornisgrinde, Pforzheim (Schömberg-Langenbrand), Raichberg, Ravensburg (Höchsten), Reutlingen, Stuttgart (Frauenkopf), Ulm (Kuhberg) - Bayern: Amberg (Hirschau), Aschaffenburg (Pfaffenberg), Augsburg (Hotelturm), Bad Tölz (Gaißach), Bamberg (Geisberg), Büttelberg, Brotjacklriegel, Dillberg, Grünten, Herzogstand, Hochberg (Traunstein), Hoher Bogen, Inntal (Ebbs), Ingolstadt (Gelbelsee), Kreuzberg/Rhön, Landshut (Altdorf), München (Olympiaturm), Nennslingen (Büchelberg), Nürnberg, Oberammergau, Ochsenkopf, Passau, Pfänder, Pfaffenhofen, Pfarrkirchen, Pfronten, Regensburg (Hohe Linie), Unterringingen, Untersberg, Wendelstein (Bayrischzell), Würzburg (Frankenwarte) - Berlin: Berlin (Alexanderplatz), Berlin (Scholzplatz) - Brandenburg: Bad Belzig, Booßen, Brandenburg/Havel, Calau, Casekow, Cottbus, Eisenhüttenstadt, Petkus, Pritzwalk, Templin - Bremen: Bremen (Walle), Bremerhaven-Schiffdorf - Hamburg: Hamburg (Moorfleet), Hamburg (Heinrich-Hertz-Turm) - Hessen: Bad Hersfeld (Rimberg), Biedenkopf (Sackpfeife), Fulda (Hummelskopf), Frankfurt (Europaturm), Gelnhausen (Schnepfenkopf), Gießen (Dünsberg), Großer Feldberg, Hardberg, Hohe Wurzel, Hoher Meißner, Kassel (Habichtswald), Mainz-Kastel - Mecklenburg-Vorpommern: Garz (Rügen), Güstrow, Malchin, Neubrandenburg-Süd, Rostock (Toitenwinkel), Röbel, Schwerin (Zippendorf-Gr.Dreesch), Torgelow, Wismar/Rüggow, Züssow - Niedersachsen: Aurich-Popens, Braunschweig (Broitzem), Braunschweig (Drachenberg), Cuxhaven-Stadt, Dannenberg, Göttingen (Bovenden-Osterberg), Hannover (Telemax), Lingen, Lüneburg-Neu Wendhausen, Molbergen-Peheim, Osnabrück (Bramsche-Schleptruper Egge), Hildesheim (Sibbesse), Steinkimmen, Uelzen, Visselhövede, Wilhelmshaven - Nordrhein-Westfalen: Aachen (Karlshöhe), Bielefeld (Hünenburg), Bonn (Venusberg), Dortmund (Florianturm), Düsseldorf (Rheinturm), Eggegebirge, Herscheid, Hochsauerland (Hunau), Hürtgenwald-Großhau, Köln (Colonius), Langenberg, Lügde-Rischenau (Köterberg), Minden (Jakobsberg), Münster (Fernmeldeturm), Schöppingen, Siegen-Süd, Wesel - Rheinland-Pfalz: Bad Kreuznach (Schanzenkopf), Bad Marienberg (Westerwald), Bornberg, Daun (Eifel), Edenkoben (Kalmit), Heckenbach-Schöneberg (Ahrweiler), Idar-Oberstein, Kaiserslautern, Kettrichhof, Koblenz (Kühkopf), Trier (Petrisberg) - Saarland: Merzig-Merchingen, Saarbrücken (Schoksberg) - Sachsen: Chemnitz, Dresden, Geyer, Leipzig, Löbau, Neustadt, Oschatz, Schöneck, Zwickau Ost - Sachsen-Anhalt: Brocken, Burg, Dequede, Petersberg, Pettstädt (Weißenfels), Schneidlingen, Wittenberg - Schleswig-Holstein: Bungsberg, Flensburg, Heide, Helgoland, Hennstedt, Kiel (Kronshagen), Lübeck (Stockelsdorf), Schleswig, Niebüll (Süderlügum), Westerland (Sylt) - Thüringen: Bleßberg (Sonneberg), Erfurt-Hochheim, Gera, Inselsberg, Jena (Oßmaritz), Kulpenberg, Saalfeld (Remda), Lobenstein (Sieglitzberg), Weimar (Ettersberg) |
| 11B OAS BW (D__00201)       | DAB+ Block der ON AIR support GmbH: - Antenna BW (72 kbps) - Antenne 1 (72 kbps) - baden.fm (72 kbps) - bigFM (72 kbps) - Die Neue 107.7 (72 kbps) - die neue welle (72 kbps) - Energy Stuttgart (72 kbps) - Donau 3 FM (72 kbps) - egoFM (72 kbps) - Hitradio Ohr (72 kbps) - Radio 7 (72 kbps) - Radio Regenbogen (72 kbps) - Rock FM (72 kbps) - Das Neue Radio Seefunk (72 kbps) - Radio Teddy (72 kbps) - Radio Ton (72 kbps)                                                     | 9        | D (30–250°)                                 | V                                         | Aalen, Alpirsbach, Bad Mergentheim, Baden-Baden (Merkur), Baiersbronn, Blauen, Brandenkopf, Donaueschingen, Freiburg (Schönberg), Forbach, Geislingen (Oberböhringen), Heidelberg (Königstuhl), Heilbronn (Schweinsberg), Hochrhein (Rickenbach), Hornisgrinde, Karlsruhe (Grünwettersbach), Kempten, Kreuzwertheim, Lahr (Schutterlindenberg), Langenburg, Mudau, Pfänder, Pforzheim (Langenbrand), Raichberg, Ravensburg (Höchsten), Reutlingen, Schramberg/Sulgen-Süd, Stuttgart (Frauenkopf), Tuttlingen (Witthoh), Ulm (Kuhberg) |

## Digitales Fernsehen (DVB-T)
Zwischen dem 10. Juli 2007 und dem 8. November 2017 wurden im Gleichwellenbetrieb mit weiteren Sendern von hier folgende Programme im Digitalstandard DVB-T verbreitet:
| Kanal        | Gleichwellennetz                                   | Programme im Ensemble                                                               | ERP   | Polarisation |
| ------------ | -------------------------------------------------- | ----------------------------------------------------------------------------------- | ----- | ------------ |
| 33 (570 MHz) | Baden-Baden, Brandenkopf, Vogtsburg 1, Langenbrand | ZDF, 3sat, KiKA/ZDFneo, ZDFinfo                                                     | 50 kW | horizontal   |
| 39 (618 MHz) | Brandenkopf, Vogtsburg 1                           | SWR Fernsehen Baden-Württemberg, Bayerisches Fernsehen, hr-fernsehen, WDR Fernsehen | 50 kW | horizontal   |
| 52 (722 MHz) | Brandenkopf, Vogtsburg 1                           | Das Erste, ARTE, Phoenix, One                                                       | 50 kW | horizontal   |

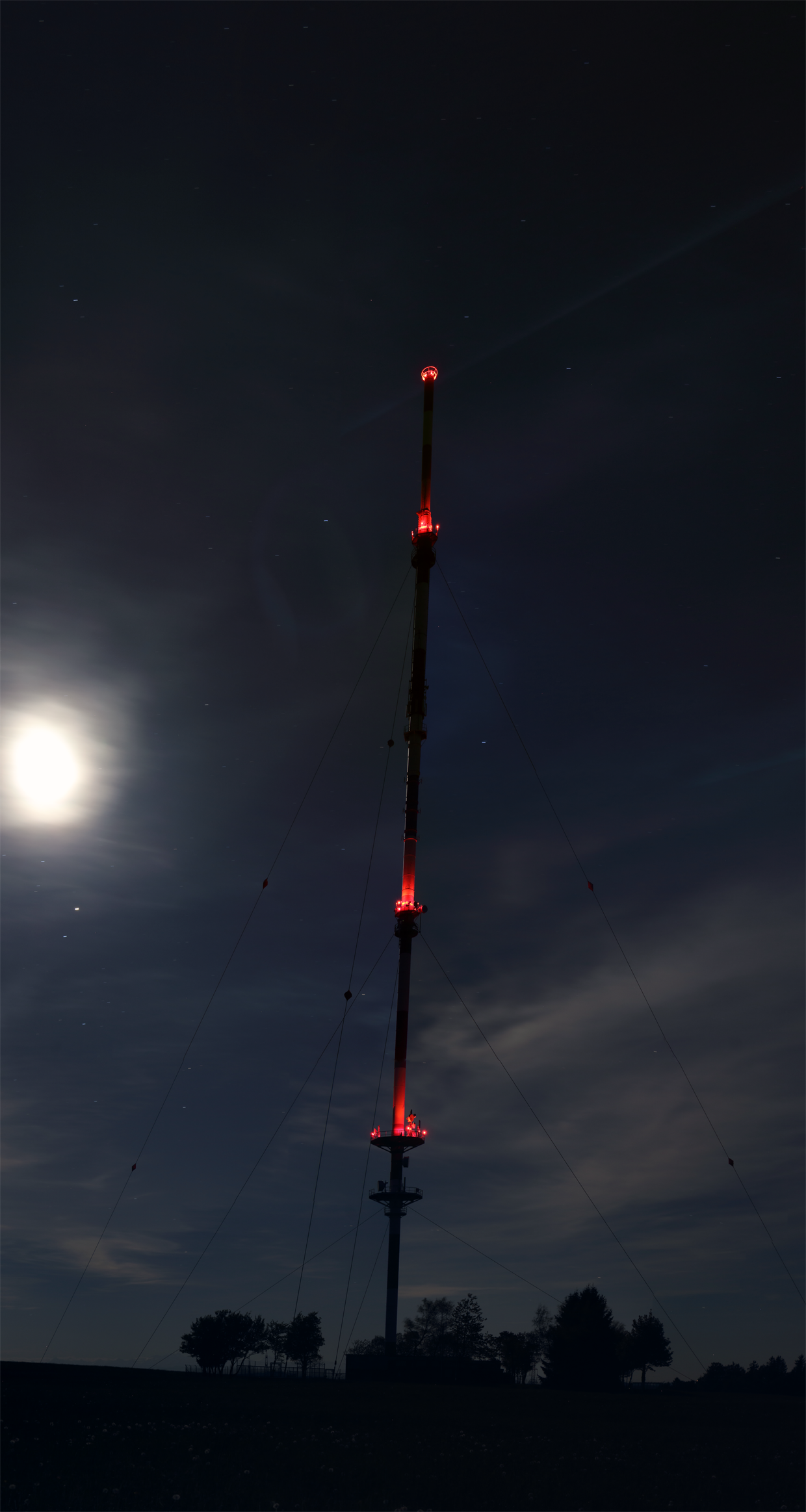
Sender Hochrhein bei Nacht mit eingeschalteter Flughindernisbefeuerung (Mai 2016)

Im Rahmen der Umstellung auf DVB-T2 HD wurde die Ausstrahlung von TV-Programmen am 8. November 2017 ersatzlos abgeschaltet, da ARD/ZDF nicht bereit waren, ohne Mitfinanzierung durch die Privaten den Senderbetrieb aufrechtzuerhalten. Der Sender Hochrhein ist nicht der einzige abgeschaltete Sender, der eine Versorgungslücke hinterlässt; auch beim Sender Brandenkopf wurde zu diesem Datum das Fernsehen ersatzlos abgeschaltet.

## Sonstiges
Von 1953 bis etwa 1970 betrieb der Südwestfunk in Hochsal eine ebenfalls als Hochrheinsender bezeichnete Sendeanlage. Dieser Füllsender für UKW wurde durch den Sender Laufenburg AG im schweizerischen Laufenburg ersetzt.